# オランダ王立野球ソフトボール連盟
オランダ王立野球ソフトボール連盟（オランダおうりつやきゅうソフトボールれんめい、蘭: Koninklijke Nederlandse Baseball en Softball Bond、略称: KNBSB）はオランダの野球・ソフトボールを統括する組織。概ね2年に一度同国で開かれるハーレムベースボールウィークを主催している。

## 沿革
オランダにおける野球の歴史は古く、1912年に同連盟が創設。1922年には国内リーグホーフトクラッセが始まった。
1970年からは代表チームが国際大会にも参加。強豪国相手に苦戦が続いたが、メジャーリーグベースボールへの人材交流やオランダ領アンティル諸島の選手の代表への取り込みなどにより代表チームが強化され、近年ではハーレムベースボールウィークやIBAFインターコンチネンタルカップなどで、好成績を収めるようになってきた。